# NGC 1511A
NGC 1511A (другие обозначения — ESO 55-5, IRAS04001-6756, PGC 14255) — спиральная галактика с перемычкой (SBa) в созвездии Южная Гидра.
Этот объект не входит в число перечисленных в оригинальной редакции «Нового общего каталога» и был добавлен позднее.
Галактика наблюдается с ребра и в ней заметно искривление тонкого диска. Оно вероятно вызвано гравитационным взаимодействием галактики в группе. 
Галактика образует триплет с двумя соседними галактиками NGC 1511 (наиболее яркий член триплета) и NGC 1511B.
Галактика NGC 1511A входит в состав группы галактик NGC 1511. Помимо NGC 1511A в группу также входят NGC 1473, NGC 1511 и PGC 14255.